# Afronychus amnicus
Afronychus amnicus är en spindeldjursart som beskrevs av Meyer 1979. Afronychus amnicus ingår i släktet Afronychus och familjen Tenuipalpidae. Inga underarter finns listade i Catalogue of Life.